# Mohyly Kaja
Mohyly Kaja (korejsky 가야고분군, anglicky Gaya Tumuli) je název jihokorejské kulturní památky pod ochranou UNESCO. Jedná o početnou skupinu starověkých pohřebních mohyl, které vznikly v období rozkvětu kmenového svazu Kaja v jižní části Korejského poloostrova mezi 1. a 6. stoletím našeho letopočtu. Vzhledem k své geografické rozptýlenosti, svým tvarům, druhů pohřbů a uchovaným pohřebním předmětům představují mohyly svědectví o osobitém politickém systému Kaja - jednotlivá autonomní, rovnoprávná politická uskupení v rámci kmenového svazu sdílela společný základ, který však každé rozvíjelo svým směrem. Zavedení nových tvarů mohyl a zdůrazněním jejich hierarchie rozmístěním ve skupinách odráží strukturální a společské změny, kterými kmenový svaz prošel během své historie.

## Přehled lokalit UNESCO
| kód UNESCO | Název v korejštině     | Název v angličtině                 | Umístění                      |  |
| ---------- | ---------------------- | ---------------------------------- | ----------------------------- |  |
| 1666-001   | 대성동 고분군          | Daeseong-dong Tumuli               | Kimhe, Jižní Kjongsang        |  |
| 1666-002   | 말이산 고분군          | Marisan Tumuli                     | Haman County, Jižní Kjongsang |  |
| 1666-003   | 옥전 고분군            | Okjeon Tumul                       | Hapcheon, Jižní Kjongsang     |  |
| 1666-004   | 지산동 고분군          | Jisan-dong Tumuli                  | Goryeong, Severní Kjongsang   |  |
| 1666-005   | 송학동 고분군          | Songhak-dong Tumuli                | Goseong, Jižní Kjongsang      |  |
| 1666-006   | 유곡리와 두락리 고분군 | Yugok-ri and Durak-ri Tumuli       | Namwon, Severní Čolla         |  |
| 1666-007   | 교동과 송현동 고분군   | Gyo-dong and Songhyeon-dong Tumuli | Changnyeong, Jižní Kjongsang  |  |